# Біле озеро (Вологодська область)
Бі́ле о́зеро  (вепс. Vaugedjärv або Valgjärv, що перекладається як біле озеро) — озеро овальної форми на північному заході Вологодської області Росії.
Довжина 43,6 км, ширина 32,2 км, площа 1130 км².
Навколо південно-західної частини озера проходить обхідний Білозерський канал довжиною 67 км, частина Волго-Балтійського водного шляху.
З 1964, входить до складу Шекснинського водосховища.
Береги низькі, місцями заболочені.
В Біле озеро впадає близько 30 річок, з нього витікає річка Шексна. Замерзає в листопаді, скресає в квітні.
Багате на рибу (сніток, судак, лящ, стерлядь).
Біле озеро — залишок Балтійсько-Біломорського басейну.

## Фізико-географічна характеристика

### Геоморфологія
Біле озеро має тектонічне походження, сформувалося внаслідок малоамплітудних піднять і опускань земної кори

### Береги, рельєф дна і гідрографія озера

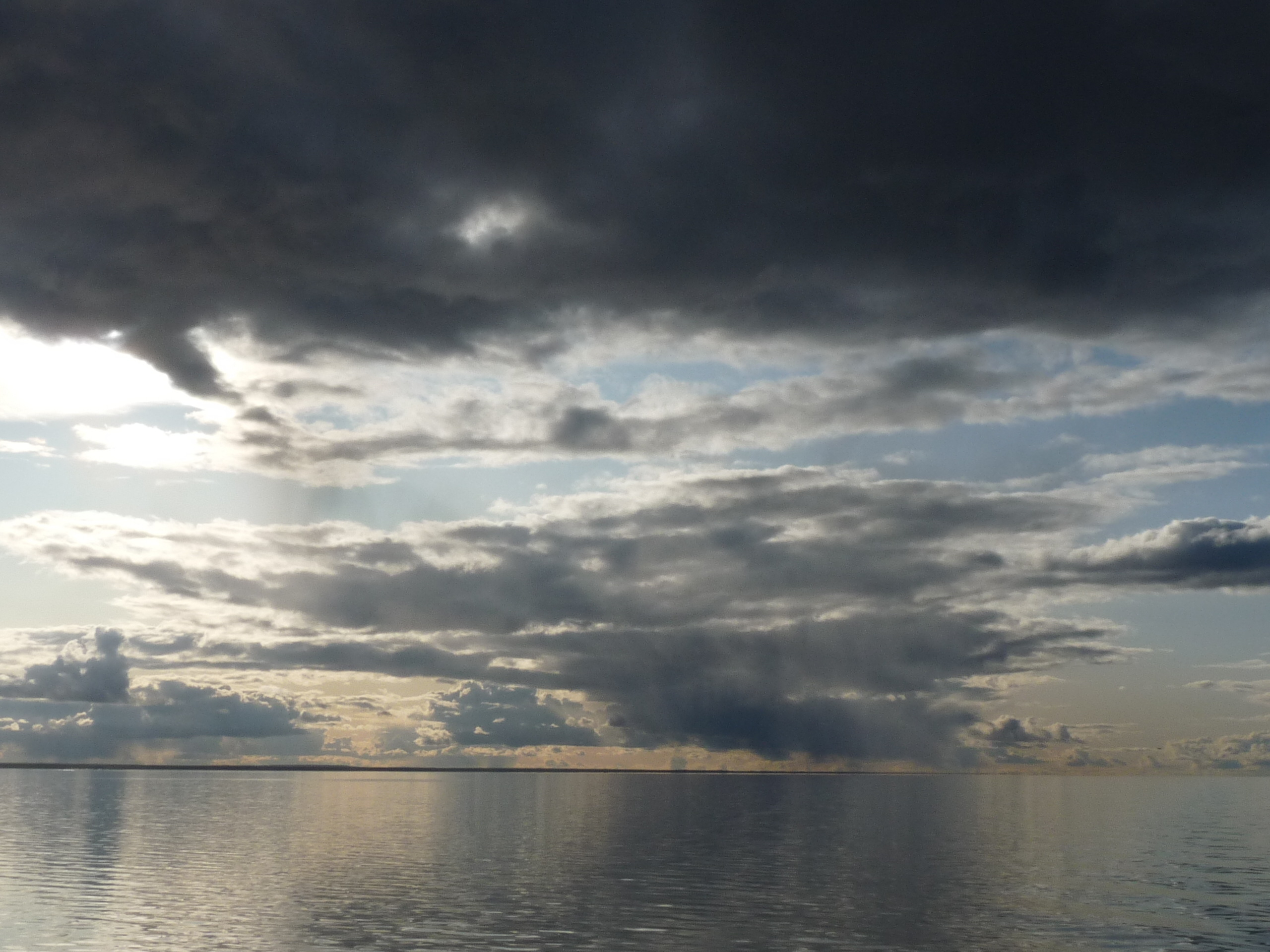
Біле озеро

Береги Білого озера пологі і практично не мають бухт і заток, ґрунти мулисто-піщані. Озеро має округлу форму, довжина озера - 43 км, а ширина до 32 кілометрів. Усереднена глибина озера - 5-7 метрів, існує деякі ями до 15 метрів. Біля берегів дуже мілководне, в деяких місцях на кілометр глибина не перевищує 1 метр.
Сучасний гідрологічний режим озера сформувався після реконструкції Крохінської греблі у 1963-1964 роках, коли Біле озеро разом з річкою Шексна стало складовою частиною Шекснинського (Череповецького) водосховища. У результаті відбулася різка зміна морфометричних параметрів і гідрологічного режиму озера: площа Білого озера збільшилася з 1126 до 1284 км², середній рівень води підвищився з 2,2 до 4,1 метра, об'єм водної маси - з 2,8 до 5,0 км³, а прозорість знизилася в 1,7 рази.
Після штучного підпору вод в районі впадання основних приток озера - Ковжі і Кеми - утворився Ковжинський розлив
Клімат Білозірря складається під впливом повітряних мас різного походження - морських, сформованих над північною частиною Атлантичного океану і арктичними морями і континентальних. Географічне положення озера сприяє розвитку підвищеної швидкості вітру над озером. На Білому озері вітри надзвичайно сильні і затяжні, особливо в осінній час. З цими вітровими умовами пов'язана підвищена небезпека плавання по озеру і часті аварії кораблів в період вітрильного флоту. Число штормових днів в період навігації може досягати 100, а за рік і 170.
Період позитивних температур становить близько семи місяців. Найтепліша частина літа, з середньою добовою температурою повітря вище 15 ° С, триває близько 50-70 днів - з другої декади червня по другу декаду серпня. Максимальна температура повітря може досягати у виняткових випадках 38 °С, а мінімальна - 50 °С.
Опадів випадає досить багато - середня річна кількість 650 мм, причому 420 мм з них випадає в теплу пору року. Для прилеглої території характерно помітне перевищення кількості опадів над обсягом води що випаровується. Число дощових днів часом складає 200 на рік. Сніговий покрив до кінця зими досягає висоти 40-60 см. Влітку звичайно випадають  зливові дощі, а восени - тривалі обложні. У дощові роки опадів може випадати у 1,5 рази більше норми. У маловодні роки, навпаки, опадів може випадати в 2 рази менше норми. У минулому у посушливі роки стік з озера повністю припинявся, в мілину оголювалася витоки Шексни і озеро тимчасово ставало безстічним.

### Сточище
Загальна кількість річки струмків, що впадають в Біле озеро понад 60, причому в багатоводні роки їх буває ще більше.
Деякі струмки і малі річки до кінця літа пересихають. Основні притоки: Водоба, Кема, Киснемка, Кіуй, Ковжа, Куность, Кустовка , Мегра , Мондома, Муньга , Слободка, Солмас, Сорка, Ухтомка, Чалекса, Шола, Юр'євка. З річок що впадають у озеро судноплавна тільки Ковжа, що є складовою частиною Волго-Балтійського судноплавного шляху.
Витікає одна річка - Шексна, що впадає у Волгу. Таким чином, озеро відноситься до сточища Каспійського моря.

## Господарське значення
Територія Білого озера освоєна людиною вже давно. Перші літописні відомості про Біле  озеро відносяться до IX століття.
Біле озеро знаходиться на перетині найважливіших водних шляхів Росії. Через озеро проходив древній Витегорсько-Білозерський водний шлях. На початку XIX століття  озеро стало складовою частиною Маріїнської водної системи. У ХХ столітті через Біле озеро пройшов Волго-Балтійський водний шлях, що успадкував трасу Маріїнської водної системи.
Озеро є приймачем стічних вод підприємств сільського та комунального господарства та деревообробної промисловості. Основні джерела забруднення зосереджені у Бєлозерську і Ліпіному Бору. Озеро також використовується для водопостачання розташованих на його берегах населених пунктів.

## Екологічні проблеми
Інтенсивне судноплавство призводить до значного підвищення каламутності води, є причиною сильного забруднення води і ґрунтів озера нафтопродуктами. Великої шкоди екосистемі озера завдає щорічне проведення днопоглиблювальних робіт з метою безпечного судноплавства. Особливістю Білого озера є ділянки з відкладеннями стародавніх глин, збагачених міддю. Судноплавство й інтенсивні днопоглиблювальні роботи сприяють надходженню дрібнодисперсної суспензії до глинястої води і переносу міді по озеру. Це, поряд з надходженням міді з водозбору, підвищує валовий вміст міді в Білому озері. Забруднення за рахунок судноплавства створюється через скидання побутових і підсланевих вод та аварійних розливів нафти і нафтопродуктів.
Висока заселеність берегів та розорювання водозбору визначають надходження великої кількості забруднюючих речовин з полів. З територій населених пунктів, підприємств і промислових сільськогосподарських угідь надходять органічні речовини, біогенні елементи, нафтопродукти, детергенти і хімічні засоби захисту рослин. Внаслідок неодноразових паводкових змивів отрутохімікатів було зареєстровано більше десятка випадків масової загибелі риб.
Біле озеро, перебуваючи порівняно неподалік від великого промислового центру - міста Череповець, також відчуває на собі і вплив забруднюючих речовин через повітряний перенос.

## Дивись також
- Білозерський канал

## Ресурси Інтернету
- Біле озеро / Державний водний реєстр Російської Федерації. Постанова Уряду РФ № 253 від 28 квітня 2007 року. (рос.)
- ПРИРОДА КРАЯ — Н. Л. Болотова. "ОБ ОЗЕРЕ БЕЛОМ ЗАМОЛВИТЕ СЛОВО..." [Архівовано 30 жовтня 2020 у Wayback Machine.]